# Стахевич, Вацлав
Вацлав Теофил Стахевич (пол. Wacław Teofil Stachiewicz; 19 ноября 1894, Львов, Австро-Венгрия — 12 ноября 1973, Монреаль, Канада) — военный деятель Польской Республики, генерал дивизии, начальник Генерального штаба Войска Польского с 1935 по 1939 год.

## Биография
Родился в семье врача Теофила Стахевича. Мать — Аниела, урождённая Кирхмайер, двоюродная сестра Казимежа Кирхмайера — отца Ежи Кирхмайера, польского военачальника, генерала бригады, военного историка.
Имел сестру Марию и старшего брата Юлиана (1890—1934) ставшего польским военным историком, генералом бригады Войска Польского, с 1923 года руководившего Военно-историческим бюро Генерального штаба войска Польского.
Был учеником V-й гимназии во Львове. Ежи Кирхмайер так охарактеризовал будущего генерала: «Вацек был только на год старше меня, Деликатного здоровья, менее красивый чем старший брат, отличался неправдоподобными достижениями в науках. Из года в год имел в свидетельствах оценки только очень хорошие и с отличием. Просто хорошую оценку считал неудачей. О нём говорили, что он является лучшим учеником не только в школе, в которой учился, но в целом во Львове. Вацек страдал от головных болей и семья дяди Теофила боялась, что причиной этого является слишком быстрое обучение».

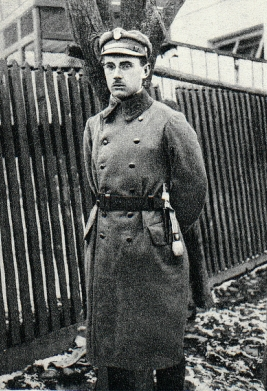
Вацлав Стахевич в период Польских легионов

После окончания гимназии начал обучение геологии на философском факультете Львовского университета.
В 1912 году вступил в тайную военизированную организацию Союз активной борьбы и в военизированную организацию Стрелецкий союз, в котором окончил подофицерскую школу и низшую офицерскую. Из-за имеющегося образования специализировался в использовании картографии и топографии для военных нужд.
После начала Первой мировой войны, в августе 1914 года вступил в Польские легионы. Командовал взводом в 5-м батальоне 1-го пехотного полка 1-й бригады легионов. 9 октября 1914 года присвоено звание подпоручика. Затем на два месяца был направлен в Царство Польское для создания организационных структур борьбы за независимость. В феврале 1915 года переведён в 5-й пехотный полк Легионов, в котором воевал на фронте австро-венгерском — российском, командуя 4-й ротой. 22 мая 1915 года был тяжело ранен. В Легионах выполнял в том числе функции командира батальона и адъютанта (начальника штаба) полка.
В марте 1917 года окончил Курс офицеров Генерального штаба при Инспекции Вооружённых Сил в Варшаве.

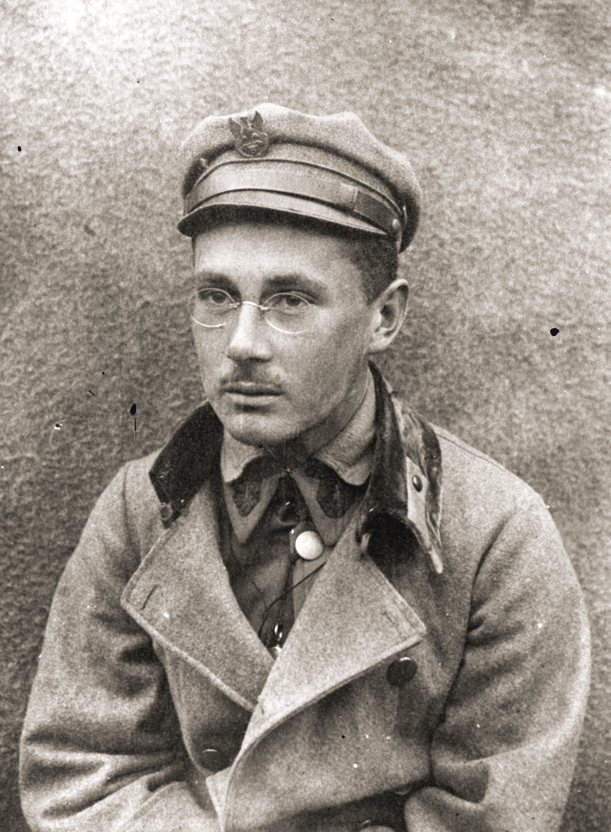
Вацлав Стахевич в 1917

После отказа солдат Польских легионов в июле 1917 года принять присягу на верность императору Германии, в августе 1917 года призван в австрийскую армию в звании сержанта и направлен на Итальянский фронт.
В марте 1918 года по приказу Главного коменданта Польской военной организации Эдварда Рыдз-Смиглы дезертировал с фронта и прибыл в Варшаву, где занял должность начальника штаба Главной комендатуры Польской военной организации.
С ноября 1918 года — в Войске Польском. Занимал штабные должности: начальник I Отдела и заместитель начальника штаба Командования Генерального округа Варшава, офицер связи Главного командования Войска Польского при командовании III Корпуса Польской Армии во Франции, начальник отдела I Департамента Министерства по военным делам Польши, начальник организационной секции I Отдела Штаба Министерства по военным делам. Во время советско-польской войны начальник I Отдела, а затем II Отдела штаба Резервной армии генерала К. Соснковского.
После расформирования Резервной армии, вернулся в Министерство по военным делам в качестве начальника организационной секции, затем организационного отдела I Отдела Генерального штаба Войска Польского.
В октябре 1921 года начал обучение в Высшей военной школе (франц. École Supérieure de Guerre) в Париже, затем прошёл стажировку во французской армии. В Польшу вернулся в январе 1924 года и занял должность ассистента в Высшей военной школе в Варшаве. В ноябре 1925 года переведён на должность преподавателя школы. Читал лекции по тактике.

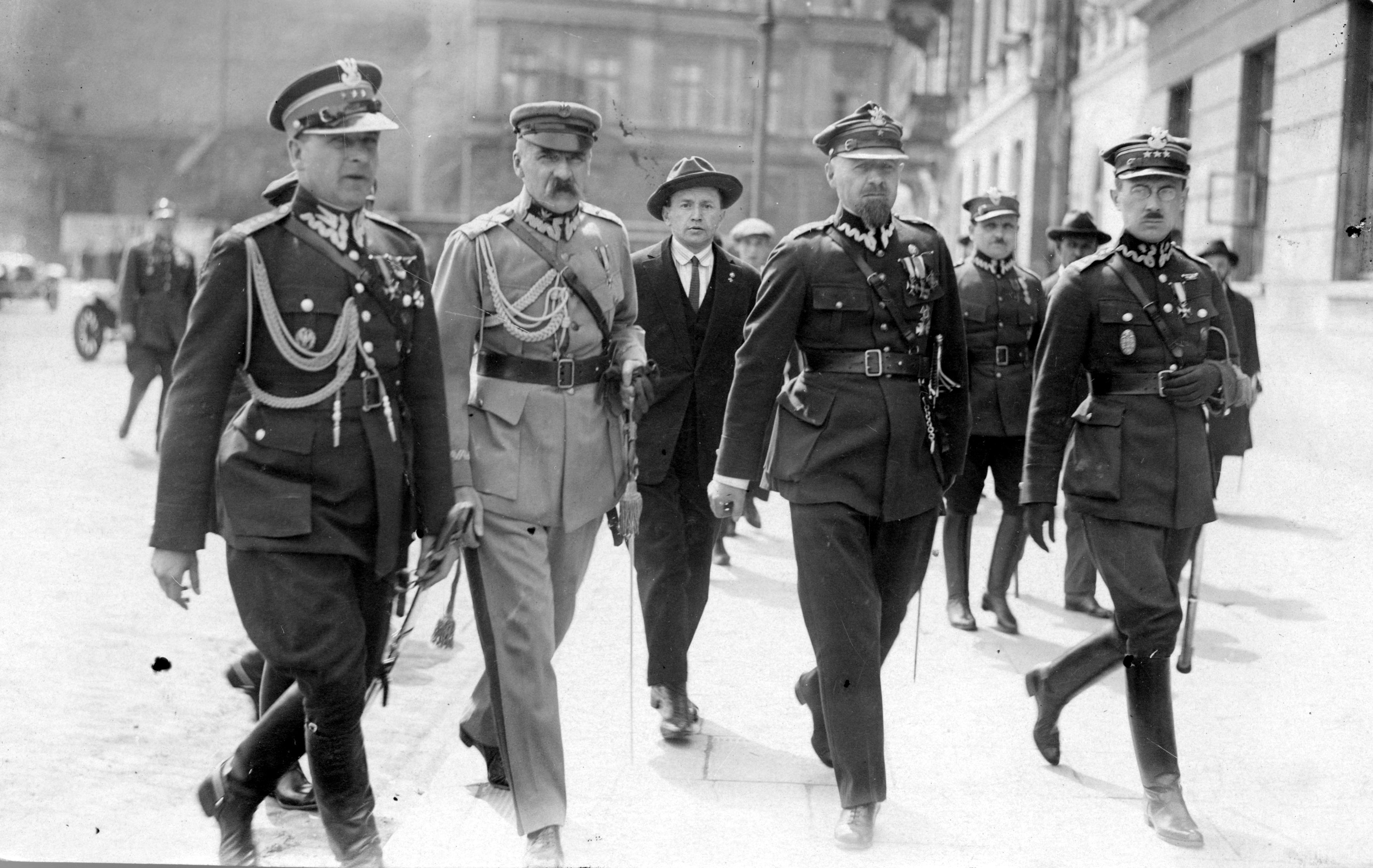
Стахевич (крайний справа) и Юзеф Пилсудский (второй слева) 1926 г.

12 апреля 1926 года назначен на должность начальника I Отдела Генерального штаба. 25 июня 1927 года назначен первым офицером Инспектората Армии. Затем был направлен на службу в войска: с января 1928 года командир 27-го пехотного полка в Ченстохове. С января 1929 года — командир дивизионной пехоты 1-й пехотной дивизии Легионов в Вильнюсе (Вильно). 12 декабря 1933 года назначен командиром 7-й пехотной дивизии в Ченстохове.
26 января 1935 года по представлению Министра по военным делам Юзефа Пилсудского Президентом Польской Республики Стахевичу присвоено воинское звание генерала бригады. Этот было последнее представление к генеральскому званию, подписанное Ю.Пилсудским.
5 июня 1935 года Президентом Польши назначен начальником Генерального штаба Войска Польского. Был одним из ближайших сотрудников нового генерального инспектора Вооружённых Сил Эдварда Рыдз-Смиглы. Вёл интенсивную работу по перестройке и модернизации армии, контролировал работу над новым мобилизационным планом,
Считал, что главная угроза Польше исходит не со стороны Германии, а со стороны СССР. В случае войны с Германией делал ставку на немедленное вмешательство Франции и Великобритании и таким образом целью польской армии (по планам Генштаба) являлось удержание германских войск в ожидании удара вооружённых сил Западных держав.

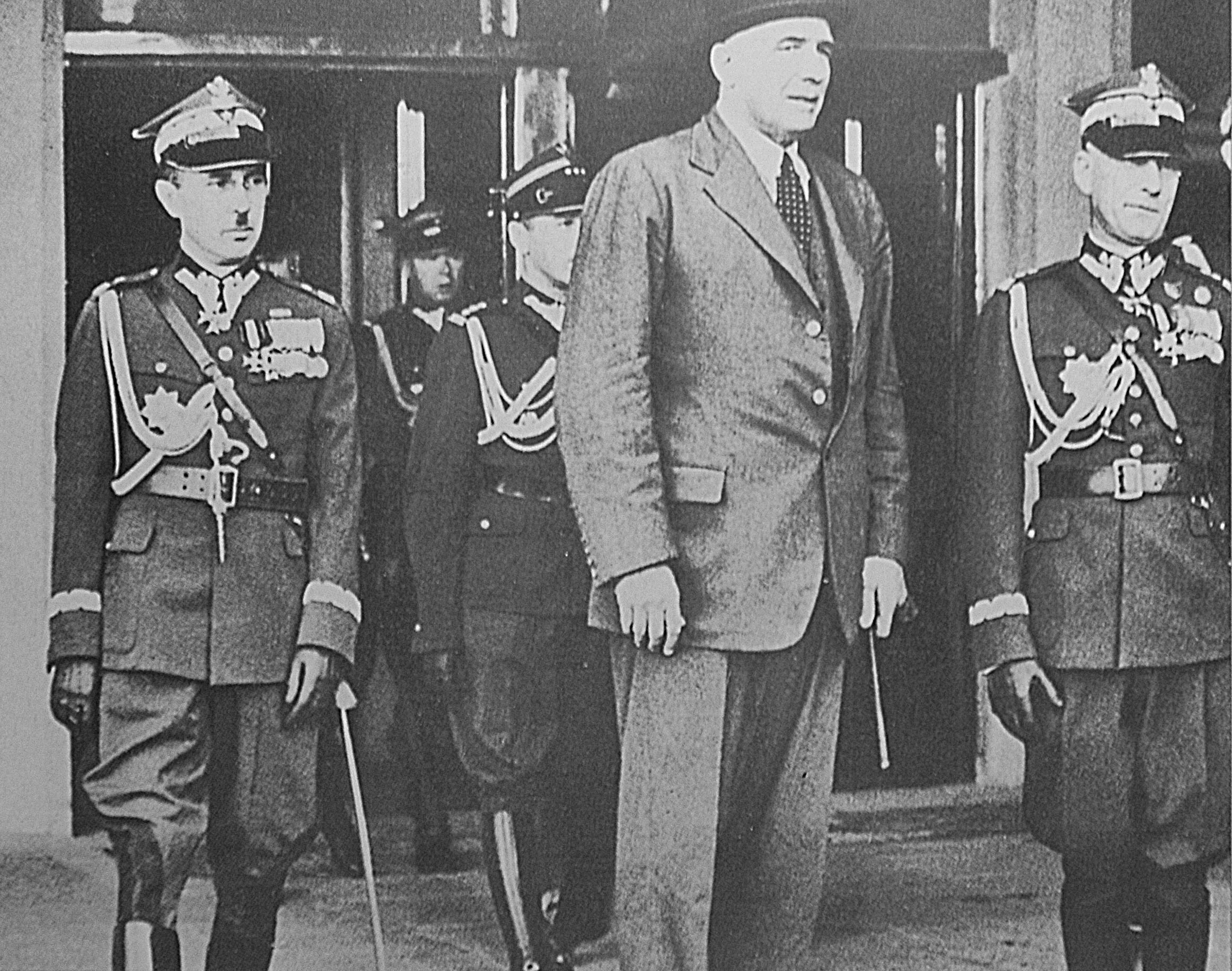
Вацлав Стахевич (слева) и британский генерал Эдмунд Айронсайд (в штатском) на штабных польско-британских переговорах 17 — 21 июля 1939 г.

Стахевич координировал работу над планом войны с СССР (план «Восток»), а с 4 марта 1939 года также и с Германией (план «Запад»).
С началом войны 1 сентября 1939 года автоматически вступил в должность начальника Штаба Верховного Главнокомандующего маршала Э.Рыдз-Смиглы.
После эвакуации Верховного Главнокомандующего в Брест генерал Стахевич до 9 сентября 1939 года оставался в Варшаве для координации обороны по линии средней Вислы, затем присоединился к Штабу в Бресте. По приказу Верховного Главнокомандующего 18 сентября 1939 года пересёк со штабом румынскую границу и был интернирован около Плоешти.
В январе 1940 года бежал из Румынии, добрался до Югославии, откуда по приказу генерала Мариана Кукеля отправился в Алжир.
Под нажимом генерала Владислава Сикорского был интернирован французскими властями в Алжире.
6 ноября 1943 года вызван новым Верховным Главнокомандующим генералом Казимежем Соснковским в Лондон, где и оставался до конца войны, не получив никакого назначения.
В декабре 1946 года был демобилизован.
В декабре 1948 года Стахевич переехал в Канаду, в Монреаль, где посвятил себя писательской работе и исследованиям подготовки Польши к Второй мировой войне.
Верховный Главнокомандующий Польской Армией на Западе генерал Владислав Андерс присвоил ему воинское звание генерала дивизии со старшинством с 1 января 1964 года.
Умер в Монреале 12 ноября 1973 года, там же похоронен.

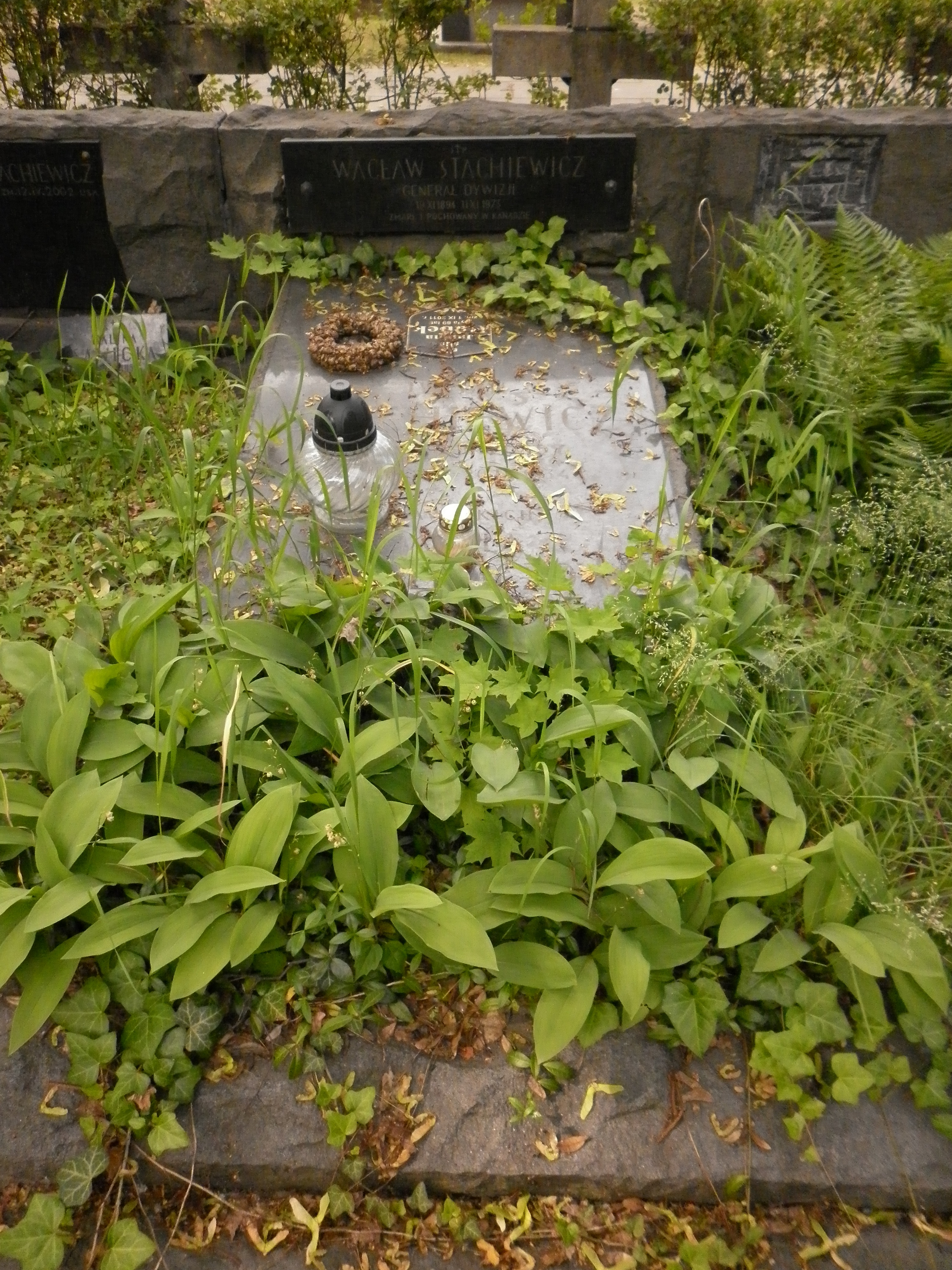
Символическая могила В.Стахевича на воинском кладбище Повонзки в Варшаве

Жена — Ванда, урождённая Абрахам, сестра генерала Романа Абрахама. Имел двоих сыновей: Богдана и Юлиуша, и дочь Еву.

## Воинские звания
- хорунжий — 29 сентября 1914 года
- подпоручик — 5 марта 1915 года
- поручик — 2 июля 1915 года
- капитан
- майор
- подполковник — 11 июня 1920 утверждён с 1 апреля 1920
- полковник Генерального штаба — 1 декабря 1924 года со старшинством с 15 августа 1924 года
- генерал бригады — 26 января 1935 года со старшинством с 1 января 1935 года
- генерал дивизии — со старшинством с 1 января 1964 года.

## Награды
- Серебряный крест ордена «Виртути милитари» № 4934 (1921)
- Командорский крест со Звездой ордена Возрождения Польши (1938)
- Командорский крест ордена Возрождения Польши (1928)
- Крест Независимости с мечами
- Офицерский крест ордена Возрождения Польши (2 мая 1922)
- Крест Храбрых — четырёхкратно (первый раз в 1921)
- Золотой Крест Заслуги (1928)
- Медаль «Участнику войны. 1918—1921»
- Медаль «10-летие обретения независимости»
- Знак за ранения и контузии (один раз)
- Знак «За верную службу»
- Памятный знак Генерального инспектора Вооружённых Сил (12 мая 1936)
- Орден Югославской короны I степени (Югославия)
- Орден Орлиного креста I степени (Эстония, 1937)
- Орден Белого льва III степени (Чехословакия)
- Орден Почётного легиона II степени (Великий офицер, Франция)
- Орден Почётного легиона V степени (Кавалер, Франция, 1922)

## Публикации
- Wierności dochować żołnierskiej, Wydawnictwo Rytm, Warszawa 1998, ISBN 83-86678-71-2, 832 (пол.).
- Pisma, Tom I: Przygotowania wojenne w Polsce 1935—1939, Instytut Literacki, Paryż 1977 (пол.).
- Pisma, Tom II: Rok 1939, Instytut Literacki, Paryż 1979 (пол.).
- Z relacji szefa Sztabu Naczelnego Wodza. Zasadnicze decyzje Naczelnego Wodza w ciągu kompanii wrześniowej W: Wrzesień 1939 w relacjach i wspomnieniach, wybór i oprac. Mieczysław Cieplewicz, Eugeniusz Kozłowski, Wydawnictwo MON, Warszawa 1989, ISBN 83-11-07709-6, ss. 54-77 (пол.).